# Crna Gora – zločin mirovne konferencije
"Crna Gora – zločin mirovne konferencije" (en. orig. "Montenegro the crime of the peace conference") je knjiga Whitneya Warrena, poznatog američkog arhitekte i člana službene delegacije SAD na Versajskoj mirovnoj konferenciji.

### Kontekst
Tijekom Versajske konfenerencije W. Warren se zainteresirao za sudbinu Crnogoraca, odnosno Kraljevine Crne Gore - jedine države koja, unatoč tome što je bila na strani sila Antante, svršetkom austro-ugarske okupacije i Prvog svjetskog rata nije obnovljena.
Knjigu "Montenegro the crime of the peace conference", tiskanu 1922. u New Yorku, W. Warren je napisao u pokušaj da američkoj javnosti skrene pozornost na nepravdu napravljenu Crnogorcima njihovim nasilnim pripojenjem Kraljevini SHS.

### Sadržaj
(Citati koji slijede su iz crnogorskog izdanja knjige W. Warrena, koje je priredio dr. Branislav Marović, prijevod Dragan Vugdelić, Podgorica, 2000.).
- "Ove stranice su napisane s jednim ciljem - da se čuje glas za Crnu Goru, da se osujete namjere njenih neprijatelja kojima ćutanje i zaborav najbolje služe. Amerika je obavezna da učestvuje u obezbjeđenju pravde. Jedino tako ona može da se iskupi za saučesništvo u velikoj nepravdi koja je učinjena i koja se neprekidno čini njenoj saveznici u svjetskom ratu... Ako se dopusti da takva tiranija i prevara koje su zbrisale Crnu Goru s geografske karte prođu, jedan Veći rat je neizbježan. Amerika će se ponovo uključiti... Svojim proširenjem na čitavu Jugoslaviju, spletkarska ambicija srbijanskog dvora umnožila je teškoće održavanja mira na Balkanu a time i u čitavom svijetu."

- "Kad Srbija ispolji svoje siledžijstvo prema Crnoj Gori, niko ni ruku ne digne da prekine to nasilje. Zašto? Jer je Srbija uspješno lagala a savjest čovječanstva koja mrzi laž još je nije razotkrila.... Srbijansko djelovanje, po sudu javnosti bilo je vrlo pametno usmjereno. Mnogo toga što njeni apologeti obznanjuju tako glasno je točno. Ali ona potiskuje upravo one vitalne elemente čije odsustvo dovodi do pogrešnog zaključka. Evo kako to ona radi: "Srbi su hrabar i napredan narod". "Crnogorci i Srbi imaju zajedničko porijeklo". "Želja za savezom ili nekom vrstom konfederacije često se izražava u Crnoj Gori". Crna Gora je tokom više od pet vjekova nezavisna država. Tu svoju nezavisnost održala je protiv nevjerovatno jačih snaga. Štogod neko mogao misliti o konfederaciji ili savezima, crnogorski narod nikad nije izrazio želju da se odrekne svojeg postojanja kao posebne nacije".

- "Kažu da se Amerika ne smije miješati u poslove Evrope. Ovo nije slučaj miješanja, jer je aneksija Crne Gore izvršena tokom 'okupacije' od strane jedne savezničke vojske dok je Amerika bila jedan od Saveznika. Takođe nas obavezuju obećanja data na Mirovnoj konferenciji. A ta obećanja su znana narodu Sjedinjenih Američkih Država i nikad nijesu porečena... Zar ona nije čašću obavezana da održi svoje obećanje dato tom hrabrom narodu koji je vjerovao njenoj riječi? Bez da sebe ugrozi i najmanje, ova nacija može da ispolji koristan uticaj u sadašnjoj krizi. Na savršeno učtiv diplomatski način ona može jasno staviti do znanja Srbiji i ostatku svijeta da drži stranu pravednom i potpunom razmatranju slučaja Crne Gore, i da neće stajati iza toga da jedan saveznik bude iznevjeren. Kad snage slobode i pravde iznutra i spolja počnu da djeluju u harmoniji, Crna Gora će biti obnovljena".

## Vanjske poveznice
- Whitney Warren, "Crna Gora – zločin mirovne konferencije" (na crnogorskom jeziku)